# Andre Owens (1971)
Andre Parks Owens (Winston-Salem, 12 dicembre 1971) è un ex cestista statunitense naturalizzato francese.

## Palmarès
- Coppa di Francia: 1

BCM Gravelines: 2005
- Match des Champions: 1

BCM Gravelines: 2005